# Treville, Piemonte
Treville är en ort och kommun i provinsen Alessandria i regionen Piemonte i Italien. Kommunen hade 280 invånare (2018).